# George Williams (YMCA)
Pour les articles homonymes, voir George Williams et Williams.

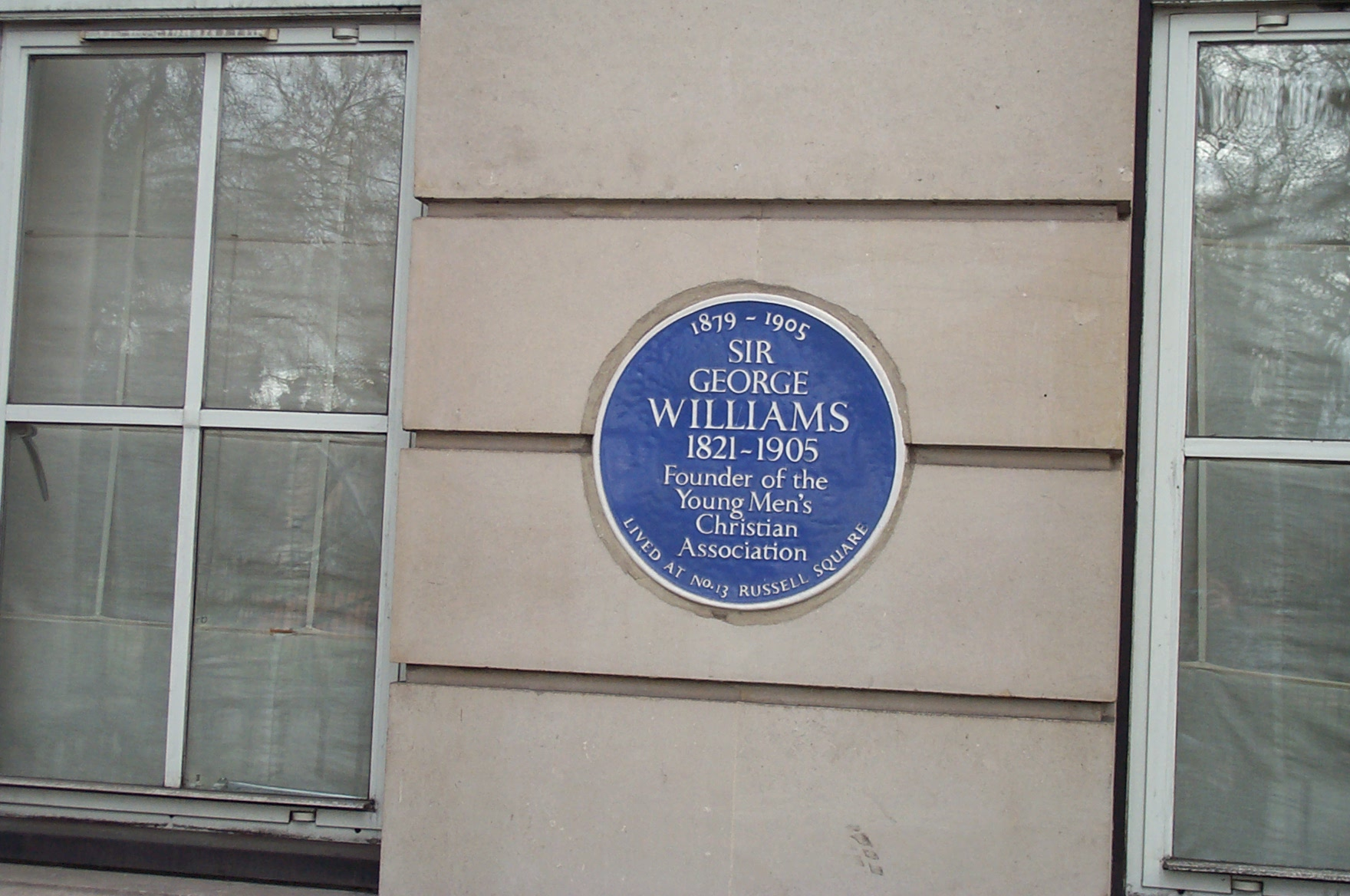
Une plaque à la mémoire de George Williams, au 13-16 Russell Square, à Londres.

George Williams (11 octobre 1821 - 6 novembre 1905) est un philanthrope anglais, fondateur de la Young Men Christian Association, plus connue sous son signe YMCA, ou en français comme l'Union chrétienne de jeunes gens ou UCJG), la plus ancienne et la plus grande association caritative de jeunesse au monde, dont l'objectif est d'aider les jeunes à contribuer et à s'épanouir dans leurs communautés.

## Biographie
Williams est né dans une ferme à Dulverton, dans le Somerset, dans une famille anglicane pratiquante. Jeune homme, il s'est décrit comme "un jeune homme insouciant, irréfléchi, impie et sacrant". En 1837, Williams passe de l'anglicanisme au congrégationnalisme, devenant un membre engagé de la paroisse congrégationnaliste de Sion.

### Carrière
En 1841, il se rend à Londres, où il travaille chez un drapier. Trois ans plus tard, il est promu chef de département. Il épouse en outre la fille de son patron, Helen Jane Maunder Hitchcock, en 1853. Il appartient à l'église congrégationaliste de Weigh House et utilise son temps libre pour évangéliser.
Le 6 juin 1844, consterné par les conditions de vie difficiles des jeunes travailleurs londoniens, il rassemble un groupe de collègues et fonde l'association des jeunes gens chrétiens (YMCA) afin de mobiliser les jeunes hommes pour leur vie spirituelle ,. L'association fait la promotion du "christianisme musculaire", c'est-à-dire du sport comme moyen d'échapper à l'alcool et aux autres vices. L'un des premiers convertis et contributeurs à la nouvelle association est son patron, George Hitchcock. L'association offre un lieu sûr pour les jeunes hommes et pour les jeunes femmes.
Inspiré par cet exemple, le capitaine en retraite et ancien missionnaire Thomas Valentine Sullivan crée le premier groupe YMCA aux Etats-Unis à la Old South Church de Boston, en 1855 destiné à offrir la même sécurité cette fois aux marins et aux marchands de passage. Au Canada, le premier foyer YMCA a été fondé en 1851, dans le centre ville de Montréal. Les YMCA vont ensuite se développer rapidement aux États-Unis, y compris parmi la communauté afro-américaine (dès 1853) et parmi les étudiants (dès 1856).

## Distinctions
George Williams a été anobli par la reine Victoria en raison de son œuvre en faveur de la jeunesse, lors de l'anniversaire d'honneur de la reine de 1894. Il devient donc Sir George Williams. Après sa mort en 1905, un vitrail dans la nef de l'abbaye de Westminster lui a été consacré. Sir George Williams est enterré dans la cathédrale Saint-Paul.
L'Université Sir George Williams de Montréal, fondée par le YMCA, a été nommée en sa mémoire. Elle a ensuite été fusionné avec l'Université Concordia, l'ancien campus conservant le nom de campus Sir George Williams.

### Sources
- Binfield, Clyde George Williams et le YMCA: une étude sur les attitudes sociales victoriennes 1973 London, Heinemann  (ISBN 0-434-07090-4)